# パーキンスブレーラー

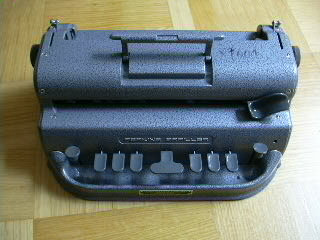
パーキンスブレーラー

パーキンスブレーラー（英語：Perkins Brailler）は、6点式点字タイプライターの一種。6点のキーを同時に押すことで、6点式点字を紙に打ち出すことができる。
米国で製造されているが、日本では価格が13万円以上と高価なので、日本製のライトブレーラー等が使われることも多い。